# Maculinea senilis
Maculinea senilis är en fjärilsart som beskrevs av Franz Dannehl 1933. Maculinea senilis ingår i släktet Maculinea och familjen juvelvingar. Inga underarter finns listade i Catalogue of Life.